# Cristo en el Monte de los Olivos (Beethoven)

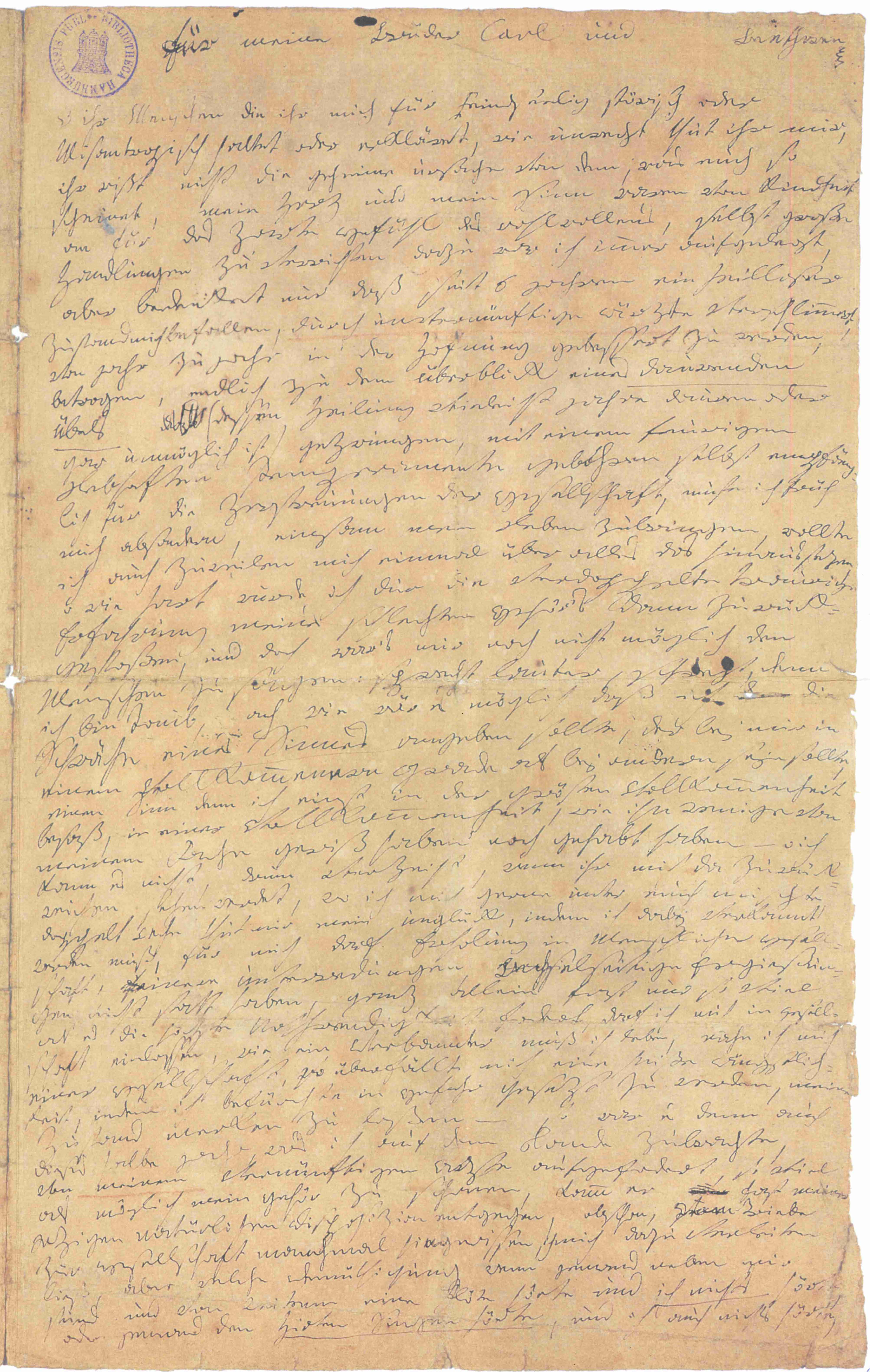
Beethoven Heiligenstaedter Testamento

Cristo en el Monte de los Olivos (en alemán, Christus am Ölberge) Op. 85, es el único oratorio de Ludwig van Beethoven, en el que procura retratar la agitación emocional de Jesucristo en el jardín de Getsemaní en los momentos previos a su ejecución. Beethoven podría estar reflejando su propia experiencia ante los sentimientos que padecía viendo el avance de su propia enfermedad.
La obra fue iniciada durante el otoño de 1802, poco después de terminar su Testamento de Heiligenstadt, carta escrita a sus hermanos Kaspar Anton Karl y Nikolaus Johann en Heiligenstadt (actualmente parte de Viena, Austria) como indica el Cuaderno Wielhorsky.
El libreto, en alemán, es del poeta Franz Xaver Huber, el libretista de óperas más famoso de Viena y editor del Wiener Zeitung, con el que Beethoven trabajó estrechamente. Fue escrito en un periodo muy corto. En una carta a Breitkopf & Härtel, la casa de edición musical más antigua de Alemania, redactada poco después de la conclusión del oratorio, Beethoven menciona que lo compuso en unas semanas, aunque más tarde comentó que la pieza requirió no más de 14 días de composición. Fue estrenado el 5 de abril de 1803 en el Theater an der Wien, en Viena y en 1811 fue revisado por Beethoven, siendo publicado por Breitkopf & Härtel.  Los 10 años que pasaron entre la composición de la obra y su publicación es la causa de un número de opus bastante alto.
La crítica sobre el estreno de la obra tuvo comentarios dispares. Mientras el crítico del Zeitung für die Elegante Welt dijo que el oratorio contenía "varios pasajes admirables", lo que aparecía en el Freymüthige Blätter era más negativo, considerándola una obra "con una estructura demasiado artificial y carente de expresividad, especialmente en la música vocal".  Sin embargo, a pesar de la crítica contemporánea ligeramente negativa, después del estreno en 1803 la obra fue interpretada cuatro veces en 1804, y repetida cada año, siempre con mucho público, hasta que fue prohibida en 1825. 
Desde entonces, ha sido poco interpretada. La parte más popular es el Welten Singen, un final para coro, que se ha comparado con el "Aleluya" de Handel, y que a menudo se escucha en iglesias y coros universitarios.